# Lokoware

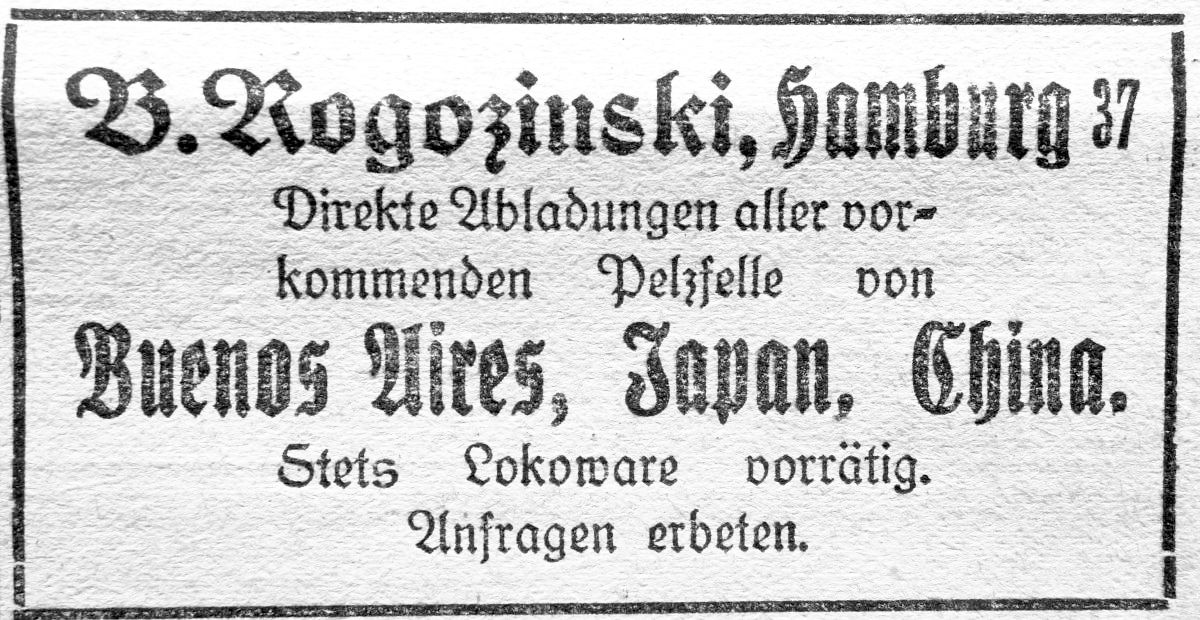
„Direkte Abladungen aller vorkommenden Pelzfelle von Buenos Aires, Japan, China. Stets Lokoware vorrätig.“ (Anzeige Firma B. Rogozinski, Hamburg, 1922)

Als Lokoware, Lokoverkehr oder einfach loco [zu lat. locus „Ort, Stelle, Platz“] wird im Handel eine sofort verfügbare, beim Händler am Ort befindliche Ware bezeichnet. Enger gefasst ist ein Loko-Geschäft ein Außenhandelsgeschäft, bei dem die Ware bei Abschluss des Kaufvertrages bereits am Lager des Importeurs liegt. Das loco-Geschäft ist die einfachste Form des Ab-Hof-Verkaufs (loco-Hof-Verkauf).
Beispielsweise bedeutet der Begriff „Basis“ im Handel die Punkte- bzw. Preis-Differenz über und unter einer bestimmten Terminnotierung, zu welcher eine Lokoware zum Kassa-Preis verkauft oder notiert wird. Hedge, ein Gegengeschäft am Terminmarkt zur Absicherung einer künftigen Transaktion am Kassa-Markt, ist in der einfachsten Form ein Verkauf von Terminverträgen gegen den Kauf von Loko-Ware oder umgekehrt.
Der Begriff wird besonders häufig in Marktberichten im Zusammenhang mit importierten Produkten gebraucht. In einem Bericht über Mandeln hieß es beispielsweise: „Wir erwarten, dass die Preise, abgesehen von Wechselkursänderungen, bis Ende 2010 oder Anfang 2011 fest bleiben und mögliche Verknappungen können im Oktober und November zu hohen Aufschlägen für Lokoware führen“.
In einem Dokument des Bundeskanzleramts Österreich wird erklärt: „Ist der Zinnpreis für Lokoware an der Londoner Metallbörse gleich dem a) Höchstpreis oder höher, so hat der Verwalter, falls er Lokoware zur Verfügung hat, diese Ware an der Londoner Metallbörse zum Höchstpreis zum Verkauf anzubieten, bis entweder der Lokopreis an der Londoner Metallbörse unter den Höchstpreis sinkt oder die ihm zur Verfügung  stehende Lokoware erschöpft ist; b) in dem oberen Bereich der Spanne zwischen Mindest- und Höchstpreis gelegen, so kann der Verwalter Lokoware an der Londoner Metallbörse zum Marktpreis verkaufen, falls ihm dies zur Verhütung eines zu jähen Anstiegs des Marktpreises notwendig erscheint.“